# Maria Murban
Maria Murban (* 22. Mai 1899 in Wien; † 21. August 1984 ebenda) war eine Wiener Bezirkspolitikerin (SPÖ).

## Leben
Maria Murban besaß in der Zwischenkriegszeit ein Lebensmittelgeschäft in Wien. Als Sozialistin ging sie während der Zeit des Ständestaates nach 1934 in den Widerstand und schloss sich den Revolutionären Sozialisten an. 1937 wurde sie inhaftiert, erneut 1943 durch die Nationalsozialisten.
Nach dem Zweiten Weltkrieg war Maria Murban von 1946 bis 1950 Bezirksrätin in Favoriten. Sie war dort auch Gründungsmitglied und Leiterin der Volkshilfe.
1992 wurde die Murbangasse in Wien-Favoriten nach ihr benannt.